# GameRevolution
GameRevolution (früher Game-Revolution) ist eine 1996 gegründete Spiele-Website. Die Seite mit Sitz in Berkeley, Kalifornien, bietet Rezensionen, Vorschauen, einen Download-Bereich für Spiele, Cheats und einen Merchandise-Shop sowie Webcomics, Screenshots und Videos. Die Featureseiten enthalten Artikel, die unter anderem Jack Thompson, die Electronic Entertainment Expo und  den Hype um die Konsolen der nächsten Generation persiflieren. Zu den Autoren gehören unter anderem Brian Clevinger von 8-Bit Theatre und Scott Ramsoomair von VG Cats. Die Website hat sich auch an Marketingkampagnen für Videospiele beteiligt.